# Max Wolf (Komponist)
Max Wolf (* 18. Februar 1840 in Weisskirchen, Mähren; † 23. März 1886 in Wien) war ein österreichischer Komponist mährischer Herkunft. 
Wolf stammte aus einer wohlhabenden Kaufmannsfamilie und sollte auf Wunsch des Vaters ebenfalls diesen Beruf erlernen. Aber er entschied sich schon früh für eine musikalische Ausbildung; ab 1856 war er Schüler bei Adolf Bernhard Marx in Berlin und Felix Otto Dessoff in Wien. 

## Rezeption
In seinen frühen Kompositionen stand Wolf noch sehr im Schatten Jacques Offenbachs. Aber er fand schon bald zu einem eigenen unverkennbaren Stil, mit dem er zum erklärten Liebling des Publikums wurde. Seine Operette Die blaue Dame wurde 1868 in Berlin 34-mal hintereinander vor ausverkauftem Haus aufgeführt.

## Trivia
Nach einer Anekdote soll sich General Moltke nach dem Besuch eines Wolfschen Konzerts begeistert von Wolf einen Militärmarsch gewünscht haben, „damit doch een bisken Feuer in die Jungens komme“.

## Werke (Auswahl)
- Die blaue Dame. Operette in einem Akt. Berlin 1868.
- Im Namen des Königs. Operette. Berlin
- Rose und Reseda. Oper in drei Akten. Berlin
- Die Porträtdame. Graz, Wien 1877.
- Die Pilger. Oper in drei Akten. Wien 1872.
- Cesarine. Wien 1878.
- Rafaela.